# San Francesco in estasi (Zurbarán Monaco)
San Francesco in estasi è un dipinto del pittore spagnolo Francisco de Zurbarán realizzato circa nel 1660 e conservato nell'Alte Pinakothek di Monaco di Baviera in Germania.

## Storia
È uno dei numerosi dipinti di Zurbarán raffigurante Francesco d'Assisi, di cui il pittore porta il nome del santo. Fu il suo penultimo lavoro sull'argomento; l'ultimo fu San Francesco che prega nella grotta conservato in collezione privata.
Quando il dipinto fu acquistato da Carlo Teodoro di Baviera nel 1756 per la sua galleria di Mannheim ed erroneamente attribuita a Guido Reni. Fu trasferito alla Hofgartengalerie di Monaco nel 1799 e dal 1836 fa parte delle collezioni dell'Alte Pinakothek. La correzione sulla sua attribuzione fu fatta nel 1818 da Johann Georg von Dillis, direttore della collezione reale di Ludovico I di Baviera.
Le piccole dimensioni del dipinto lo indicherebbero probabile commissione devozionale privata.

## Descrizione
San Francesco è postato a sinistra della tela, veste un abito marrone con il cappuccio da monaco. Il suo volto giovanile è indirizzato verso il cielo in fase di contemplazione. Porge una mano al cuore e l'altra sul teschio a destra insegno meditativo. La luminosità è presente sul volto, parte dell'abito, il teschio e qualche nuvola nello sfondo. La raffigurazione di San Francesco d'Assisi è presentata come un sant'uomo di profonda vita spirituale e umile.